# Емілі Кері
Емілі Джоанна Кері (англ. Emily Carey, нар. 30 квітня 2003) — англійська акторка. Вона розпочала свою кар'єру як дитина-актриса на сцені та в мильній опері BBC One Casualty (2014—2017, 2021). Вона продовжувала грати молодих версій персонажів, таких як Діана Прінс у «Диво-жінці» (2017), Лара Крофт у «Розкрадачці гробниць» (2018) та Елісент Хайтауер у фантастичному серіалі HBO «Дім Дракона» (2022). Вона також з'явилася в підлітковому серіалі BBC iPlayer Get Even (2020).

## Раннє життя
Кері народилася 30 квітня 2003 року в Північному Лондоні в районі Барнет . Її сім'я займається театральним мистецтвом. Кері було всього три роки, коли вона допомагала своїй бабусі, колишній володарці гардеробу Вест-Енду, парити шкарпетки за лаштунками. Її розвідав агент, коли їй було вісім. Емілі була запрошена Майклом Ксав'єром, з яким вона познайомилася через The Sound of Music, відвідувати уроки акторської майстерності у вихідні дні на його майстер-класі MX, який вона тепер патронує.

## Кар'єра
Кері розпочала свою кар'єру у віці 9 років в постановці мюзиклу "Шрек " у Вест-Енді в Королівському театрі на Друрі-Лейн і в ролі Марти фон Трапп у фільмі "Звуки музики ", режисерки Рейчел Кавано у театрі під відкритим небом Ріджентс-Парку. Постановка була номінована на «Найкраще музичне відродження» на премії «Олів'є» у 2014 році, а згодом Емілі повторила свою роль, виконавши живий виступ на церемонії вручення премії «Олів'є» в Королівському оперному театрі Ковент-Гарден.
У 2014 році у віці 11 років Емілі приєдналася до акторського складу Casualty як Грейс Бошам, роль, яку вона гратиме до 2017 року та повторить у 2021 році. Всього вона з'явилася там у 41 епізоді протягом 5 років. У цьому ж році Кері також знялася в ролі «міні Ідіни» у кліпі на кавер-версію пісні «Baby, It's Cold Outside» Ідіни Менцель і Майкла Бубле. Вона зіграла Мері Конан Дойл у драмі ITV «Гудіні та Дойл», що вийшла в ефір навесні 2016 року, а також роль Беа в «Поверни Чарлі» для Netflix. У статті Huffington Post Кері була включена до п'ятірки найкращих дітей-зірок 2016 року .
Кері дебютувала в повнометражному кіно в ролі юної Діани Прінс («Диво-жінка») у фільмі " Диво-жінка " 2017 року Розширеного всесвіту DC. Потім послідувала роль молодої версії Лари Крофт Алісії Вікандер у фільмі перезапуску Tomb Raider 2018 року. У 2019 році вона підписала контракт з IMG Models.
У 2020 році Кері зіграла Міку Кавано у підлітковому серіалі BBC iPlayer Get Even, який транслювався по всьому світу на Netflix, а також головну роль Анастасії у фільмі «Анастасія: Одного разу», також на Netflix. Вона озвучила Анну Франк і Мілу в анімаційних фільмах "Де Анна Франк? і «Ми – монстри 2» відповідно.
У липні 2021 року було оголошено, що Кері зіграє молоду Елісент Хайтауер (пізніше її зіграє Олівія Кук) у фентезі-серіалі HBO 2022 року «Дім Дракона», приквелі «Гри престолів» та екранізації супутньої книги Джорджа Р. Р. Мартіна «Вогонь і Кров» Вона також зіграла підлітка Венді в екранізації роману Лорі Фокс «Загублені дівчата».

## Особисте життя
Кері ідентифікує себе як квір і використовує займенники «вона/вони». Емілі зустрічається із співачкою та авторкою пісень Келлі Марі, яка виступає в групі Real Like You. Емілі Кері та Келлі Марі вперше з'явилися разом на початку травня 2022 року на фото, яким акторка серіалу «Дім дракона» поділилася у своєму офіційному акаунті в Instagram.
Кері допоміг The Children's Trust запустити кампанію #MyBrave.

## Фільмографія

### Фільми
| Рік  | Назва                            | Роль                   | Нотатки | Прим.  |
| ---- | -------------------------------- | ---------------------- | ------- | ------ |
| 2017 | Диво-жінка                       | 12-річна Діана         |         | [ 30 ] |
| 2018 | Розкрадачка гробниць: Лара Крофт | 14-річна Лара          |         | [ 31 ] |
| 2020 | Анастасія: Одного разу           | Анастасія              |         | [ 32 ] |
| 2021 | Де Анна Франк?                   | Анна Франк             | Озвучка | [ 33 ] |
| 2021 | Ми – монстри 2                   | Міла Старр             | Озвучка |        |
| 2022 | Загублені дівчата                | Підліток Венді Дарлінг |         | [ 34 ] |
| 2023 | Кентервільський привид           | Вірджинія Отіс         | Озвучка |        |
| 2025 | Відьмак: Сирени глибин           | Ш'ееназ                | Озвучка |        |

### Телебачення
| Рік             | Назва           | Роль                    | Нотатки      | Прим.                |
| --------------- | --------------- | ----------------------- | ------------ | -------------------- |
| 2014–2017, 2021 | Потерпілий      | Грейс Бошан             | 41 епізод    | [ 35 ] [ 36 ] [ 37 ] |
| 2016            | Гудіні і Дойл   | Мері Конан Дойл         | 6 серій      | [ 32 ]               |
| 2019            | Підніміть Чарлі | Беа                     | 1 серія      | [ 38 ]               |
| 2020            | Зрівнюйтеся     | Міка Кавано             | Головна роль | [ 39 ]               |
| 2022            | Дім Дракона     | Молода Алісент Хайтауер | 5 серій      | [ 40 ] [ 41 ]        |

### Музичні кліпи
| Рік  | Назва                     | Виконавець                  | Прим.  |
| ---- | ------------------------- | --------------------------- | ------ |
| 2014 | Крихітко, надворі холодно | Ідіна Менцель і Майкл Бубле | [ 42 ] |

### Театр
| Рік  | Назва        | Роль                       | Нотатки                                                | Прим.         |
| ---- | ------------ | -------------------------- | ------------------------------------------------------ | ------------- |
| 2013 | Звуки музики | Марта фон Трапп            | Відкритий театр Ріджентс Парк                          | [ 43 ] [ 44 ] |
| 2013 | Мюзикл Шрек  | Молодий Шрек, молода Фіона | Королівський театр Друрі Лейн Липень 2012 – лютий 2013 | [ 45 ]        |